# Irma Abirad
Irma Abirad (Montevideo 21 de marzo de 1914- Ibidem 16 de febrero de 2000) fue una docente, crítica literaria de artes plásticas y teatrales uruguaya. Fundó la primera compañía de títeres en Uruguay.

## Biografía y trayectoria
Irma Abirad impartió clases de literatura y declamación en la Escuela de Arte Dramátco del SODRE, apoyada por el Servicio Oficial de Difusión, Representaciones y Espectáculos. En el origen de su inquietud y pasión por los títeres tuvo influencia la visita al Río de la Plata de Federico García Lorca, durante los años 1933 y 1934. Se entusiasmó con la idea de un teatro de títeres de vanguardia y la inspiración en la tradición popular, buscando a la vez la mejor literatura, pintura y música para el espectáculo.
Después del cierre de la Escuela de Arte Dramático del SODRE en 1944, por falta de fondos, empezó a pensar qué hacer con su alumnado a la vez que leía la obra del famoso titiritero argentino Javier Villafañe, quien fue otra gran influencia en su carrera. Se propuso entonces trabajar las obras clásicas a través de los personajes, igual que en el teatro, y poco después creó la primera compañía teatral uruguaya de títeresː Maese Pedro, en honor al famoso titiritero del Quijote de Cervantes.

### Teatro de Títeres Maese Pedro (1944-1973)
En 1944, contando con su alumnado de la ex escuela de arte, creó un taller artesano en el que el trabajo para confeccionar las marionetas era interdisciplinario. En esa labor conjunta participaban personas especialistas en pintura, música, interpretación, artesanía, escritura... Abirad distribuyó las tareas según las habilidades de cada personaː escenografía, diseño y confección de prendas de vestir, carpintería y actuación.
Este modo de trabajar tuvo mucho eco entre artistas y el profesorado en la década de 1940 en Montevideo, que se unían para hacer los bocetos de las cabeza, los trajes y escenografías que finalmente terminaban en el taller de la compañía Maese Pedro.
Con la compañía, el objetivo principal era alcanzar la mayor amplitud de público, sin distinción de edades o intereses, para acercar un repertorio con buenos textos de autoría nacional e internacional. Como dijo en alguna ocasiónː «todo aquello con lo que me pueda comunicar es un títere... si tengo algo para decir» y así continuó trabajando.
La primera obra que representaron fue de Villafañe, en homenaje a su figura. Después de eso, les contrató el Comité Ejecutivo de Fiestas para realizar funciones en los barrios de Montevideo durante el carnaval. Iniciaron su recorrido en Villa Biárritz con Los habladores de Cervantes y el éxito fue manifiesto.
Estuvieron dos temporadas por los barrios de la capital, dieron funciones en el Estudio Auditorio, el Teatro Artigas y la Sala Verdi, así como las presentaciones matutinas de los domingos en el Teatro Stella. Su público fue de lo más heterogéneo, desde la Escuela Experimental de Malvín al Cine Glücksmann Palace, el Parque Rodó al Cine Al Aire Libre del Cordó.
La compañía Maese Pedro participó de la ATO (Asociación de Titiriteros de Uruguay) y la UNIMA (Unión internacional de marionetas) apoyando y promoviendo el arte de los títeres desde su inicio.
Abirad y su compañía crearon un repertorio con algunas obras de Cervantes, Javier Villafate, Lope de Rueda, Casona, Álvarez Quintero entre otras. Además, añadieron versiones de los cuentos clásicos como La Cenicienta y Aladino y la lámpara maravillosa y alguna pieza musical como Pedro y el lobo.
Uno de los aspectos más novedosos en las obras del Teatro Maese Pedro, fue la incorporación de la danza en el teatro de títeres. Crearon un ballet de muñecos a partir de obras como Coppelia de Leó Delibes, Sílfides con música de Chopin y El lago de los cisnes de Chaikovski entre otros, llamaron mucho la atención del público y la crítica que reconoció la influencia de la vanguardia francesa en esas representaciones fue gratamente sorprendida.

"Los muñecos se mueven en un marco escénico complejo, con decorados refinados, y expresan ideas y plantean emociones pasionales más complicadas, es decir, representan verdaderas obras de teatro"
Juan de Lara (crítico teatral) Marcha, 1948.

"Los muñecos danzan nada menos que la famosa partitura de Chopin `Sílfides`, con una primera bailarina y todo. Es realmente admirable esta realización coreográfica, durante la cual las danzarinas levantan las piernas, imitan los equilibrios en punta de pie y giran y combinan figuras decorativas"
Don Melitón (crítico teatral) en La tribuna Popular, agosto de 1952.

La crítica concidió en reconocer que se convirtieron en altos exponentes de lo mejor de la cultura uruguaya fuera de las  fronteras. Durante su carrera viajó por todo el mundo y se trajo títeres de muchos países. Trabó amistad con muchas personas del mundo titiritero además de Villafate, Marcel Temporal, Sergueï Obraztsol, Margareta Nicolesku,... y también les pedía o le enviaban títeres que fueron a parar a su colección.
En 1956 se celebró el Primer Festival de Títeres, que reunió a diferentes grupos de Argentina y Uruguay, en una época que se reconoció como la edad dorada del género, en la que se impartían cursos en el Teatro El Galpón que abarcaban todas las actividades relacionadasː manipulación, historia del títere, modelaje en barro, escenografía, vestuario, voz y actuación. Todo ello como resultado del impulso dado por Irma Abirad y su pionero Teatro de Títeres Maese Pedro.
En 21 años de vida, la compañía de títeres Maese Pedro representó más de 200 obras. En 1974, irma Abirad fue destituida por la dictadura.

### Otras actividades
A partir del año 1963 -aunque sin dejar los títeres- Abirad comenzó a dedicarse a la realización y dirección de programas pedagógicos en televisión aplicados a la enseñanza secundaria. También siguió dedicando mucho tiempo a su colección de títeres y a la investigación. Alternó el ejercicio de la docencia, la crítica literaria, de artes plásticas y teatral, esta última en el diario Últimas Noticias hasta el año 1998.
Participó en múltiples ocasiones en el estudio de los sistemas educativos de diversos países, invitada por sus gobiernos, dio conferencias en Europa, Egipto y Líbano, e intercambió experiencias con otras compañías de animación.
Además de participar como jurado en diferentes premios, estuvo en los orígenes del Premio Florencio de teatro para la infancia, interrumpido durante la dictadura y que se reanudó en los años 90.

### Museo Vivo del Títere (1999)
Fruto de sus viajes por todo el mundo, Abirad reunió multitud de títeres y formó una colección que  expuso en Montevideo entre 1985 y 1987. Después de una larga lucha personal consiguió instalar en el Cuartel de Dragones de Maldonado el Museo Vivo del Títere. Se inauguró en 1999 gracias a las donaciones que realizó al Ministerio de Educación y Cultura de Uruguay y también con las donaciones y de particulares. 
A partir de 2001, Gustavo Martínez y Raquel Ditchekenian se ocuparon del Museo Vivo del Títere de Maldonado. Se integró en la Unidad de Patrimonio de la Dirección General de Cultura y desde 2010 fue pieza clave en el programa de Escuelas Anfitrionas y Premio Ibermuseos, integrado en el Banco de Buenas Prácticas Educativas. Consecuencia de todo ello, Maldonado fue declarada Ciudad del Títere.
En 2016, el museo fue rebautizado con el nombre de Irma Abirad, en reconocimiento a su dedicación y trabajo al conseguir la creación del único Museo de Títeres en la República Oriental de Uruguay.

## Premios y reconocimientos
Irma Abirad fue reconocida como una innovadora en el campo de los títeres en Uruguay y a nivel internacional.
En 1958 le otorgaron el premio Palmas Académicas del Líbano y en 1964 el Premio Ariel.
La localidad cubana de Matanzas le rindió homenaje en abril de 2014.